# Зябликовский лесопарк
Зябликовский лесопарк — парк, который находится в Южном административном округе города Москвы на территории района Орехово-Борисово Южное.
Площадь — 37,9 гектаров.

## Географическое расположение
Зябликовский лесопарк находится в Южном административном округе города Москвы. На юге граничит с МКАД, а на севере с Гурьевским проездом. На северо-востоке лесопарка находятся лесные овраги и река Шмелёвка, где в 2023 году был открыт парк. На северо-западной границе проходит Горбутанский овраг, глубиной более 7 метров. По дну оврага проходит одноимённый ручей, питающий реку Кузнецовку. На юге, по другую сторону МКАД, располагается Видновский лесопарк, в который иногда включают и Зябликовский лесопарк. Ближайшие станции метро — «Красногвардейская» и «Зябликово».

## История
Лесопарк получил своё название от деревни Зябликово, располагавшейся на месте нынешних улиц Воронежской и Тамбовской, а также Гурьевского проезда, между речками Хмелёвка (Шмелёвка) и Кузнецовка. В 1991 году Зябликовский лесопарк стал памятником природы.

## Флора и фауна
В лесном массиве преобладающим видом является береза повислая, а также произрастают дуб обыкновенный, вяз гладкий, клён остролистный. Встречаются сосняки. Наиболее редкие виды: ясень американский и ива козья. Подлесок составляют лещина обыкновенная, шиповник майский, калина обыкновенная, рябина обыкновенная.
Среди травяной растительности можно выделить крапиву двудомную, лопух паутинистый, подорожник большой, землянику лесную, копытень европейский, сныть обыкновенную, недотрогу мелкоцветковую, хвощ полевой и щитовник мужской.
В лесопарке можно встретить редкие и охраняемые растения: ландыш майский, колокольчик широколистный, аконит, купену многоцветковую Некоторые травы цветут исключительно на склонах оврага.
Есть на территории лесопарка и небольшое болото на дне оврага, берега которого поросли осоковыми.
Среди животных: заяц-русак, ласка, крот, певчий дрозд, травяная лягушка.